# 이승 (조위)

이승(李勝, ? ~ 249년)은 중국 조위의 관료이자 조상의 심복이다. 자는 공소(公昭)이며 형주 남양군 사람이다.

## 사적
젊어서 서울에서 유학하며 교류를 쌓았다. 풍아하며, 재지가 있어 조상과 친했다. 이승은 하안 · 등양 · 정밀 · 필궤와 함께 부화한 당을 맺었으나, 명제는 이러한 풍조를 싫어하였기 때문에 이들은 모두 쫓겨났다. 당시 이승의 집에 네 창이 있고 여덟 길로 통한다고 고발한 사람이 있어, 체포되었다가 풀려나 금고당했다.
명제 사후, 조상이 정권을 잡으면서 이승은 다시 기용되어 낙양령이 되었다. 또 정서장군 하후현 휘하 장사를 지냈다. 등양 등과 함께 조상에게 촉한을 칠 것을 권했으나, 조상은 참패했다(낙곡 전투). 이후 조상이 사마의를 정권에서 소외시키려는 일환으로 이승을 하남윤으로 삼았다. 이승은 직무를 맡을 때마다 그에 적합하지 않다는 말을 듣지 않았다. 그러나 하남윤 시절에 대해서는 “잠깐의 명성을 얻기 위해 상법을 훼손했다.”라는 말이 《부자》에 남아 있다.
정시 9년(248년) 겨울, 이승은 형주자사가 되면서 사마의를 찾았는데, 사마의의 병자 연기에 속아 사마의가 곧 죽을 것이라고 여기고 조상에게 알렸다. 정시 10년(249년) 정월, 고평릉의 변으로 조상이 실권하고 사마의가 득세하면서, 조상의 일당으로서 잡혀 3족이 모두 주살되었다.

## 삼국지연의의 묘사
239년 조상이 정권을 잡자 하남윤이 되어 정치에 참가해 형주 자사가 될 때 사마의의 상태를 옅보기 위해 그의 저택을 방문해 중병을 위장한 사마의의 연기에 속아 조상에게 그대로 보고했다.
이후 249년 방심한 조상이 조방과 함께 사냥을 나가자 그 틈을 타 일어나 사마의의 쿠데타로 정권을 빼앗기고 붙잡혀 처형당했다.

## 같이 보기
- 삼국지 인물 목록